# پیرلر علیا (کلیبر)
پیرلر علیا (به ترکی آذربایجانی: یوخاری پیرلر) یکی از روستاهای استان آذربایجان شرقی است که در دهستان سیدان بخش آبش‌احمد شهرستان کلیبر واقع شده‌است.